# Silvio Lamberti
Silvio Lamberti (Cuneo, 1933) is een Italiaans componist, muziekpedagoog, dirigent, pianist en klarinettist.

## Levensloop
Lamberti kreeg les voor viool, klarinet, piano, solfège en harmonie aan de communale muziekschool van Cuneo bij Carlo Savina e Quaglia. Hij studeerde aan het Conservatorio "Giuseppe Verdi" (Torino) in Turijn bij onder andere Giovanni Mosca en behaalde zijn diploma in koorzang. Vervolgens werd hij muziekleraar aan de middelbare school. In deze periode was hij voor een korte tijd dirigent van de banda di Cuneo. Daarna studeerde hij aan het Conservatorio "Giuseppe Verdi" (Milaan) in Milaan en behaalde zijn diploma als uitvoerend pianist in 1957. Hij studeerde verder compositie bij Felice Quaranta. Later studeerde hij nog aan het Conservatorio di Musica "Arrigo Boito" in Parma bij Tullio Milan (HaFa-instrumentatie) en compositie bij Gianfranco Maselli en Camillo Togni.
Hij speelde rond 12 jaar in diverse ensembles voor lichte muziek, vooral in het kwartet "G. Stella" in Milaan waarmee hij deelnam aan vele tournees in Italië en daarbuiten. In 1971 hervatte hij het muziekonderwijs op de middelbare school in Gonzaga en in Luzzara. Tegelijkertijd werd hij dirigent van diverse communale en stedelijke banda's, bijvoorbeeld van de Società Filarmonica "G. Bonafini" di Guastalla van 1973 tot 1979, van de banda's van de gemeentelijke muziekscholen en van het koor "Vrienden van Film" Fabbrico en van het koor "Luigi Gazzotti" van 1980 tot 1984. Verder doceert hij aan de gemeentelijke muziekschool en werd dirigent van de bande aan deze instelling van 1973 tot 1980 en tegelijkertijd van de banda musicale di Carpi van 1974 tot 1988. Hij werd docent voor muziektheorie aan het conservatorium van Mantua en volgt een cursus voor orkestdirectie bij Piero Guarino en bij Franco Ferrara. Aan dit conservatorium is hij ook leider van een gemengd koor en een kinderkoor. 
Zijn eerste composities voor banda (harmonieorkest) schreef hij voor de Banda di Corpo Filarmonico "G. Verdi" O.N.L.U.S. di Dosolo, toen onder leiding van Luigi Lombardi. Maar zijn lijst van composities is intussen erg groot geworden.

## Composities

### Werken voor banda (harmonieorkest)
- 1973 Big Band Parade
- 1973 Danza del sacrificio
- 1973 Il cavaliere solitario
- 1975 Lotus - 1945, symfonisch gedicht - ter gelegenheid van de 30-jaar viering van de bevrijding
- 1977 Galop '77
- 1978 Al Re di Gnoch, hymne voor gemengd koor en harmonieorkest - tekst: Maria Linda Verona
- 1978 Gran baldoria, mars
- 1978 Squilli nr. 1
- 1978 Squilli nr. 2
- 1982 Rapsodia Piemontese - Rapsodia su temi populari piemontesi - won de 3e prijs tijdens de Internationale Compositiewedstrijd te Corciano in 1982[1] en de 1e prijs tijdens de compositiewedstrijd Diapason d'argento di Gonzaga in 1983.
- 1986 Genesi
- 1987 Guernica, symfonisch gedicht
- 1994 Santa Notte
- Antares, symfonisch gedicht
- Eran giorni com gli altri, voor gemengd koor en harmonieorkest - tekst: Bertolt Brecht
- Fantastic Band
- Fiera in Festa, mars
- Guastala mia, populair lied voor gemengd koor en harmonieorkest - tekst: Maria Linda Verona
- Guastalla, mars
- ...Il giorno dopo
- Ivrea, mars
- Juggler Boogie
- Juggler Mambo
- Moving Reed
- Nessuno o tutti, hymne voor de vrede voor gemengd koor en harmonieorkest - tekst: Bertolt Brecht
- Parata bandistica, mars
- Quando nasce il giorno, marcia sinfonica
- Recuerdo cileno - Rapsodia su motivi popolari cileni
- Resurge pueblo, will be..., symfonisch gedicht
- Risveglio bandistico, mars
- Salamandra
- Scorpius odissea stellare, symfonisch gedicht - won de 1e prijs tijdens de compositiewedstrijd Diapason d'argento di Gonzaga in 1985.
- Siglia - Sogno da mille e una notte, symfonisch gedicht
- Song for Lonely Horseman  - won de 1e prijs tijdens de compositiewedstrijd Diapason d'argento di Gonzaga in 1984.
- Souvenir d'une tzigane, rapsodie over zigeunerthema's
- Sulle rive del Po, symfonisch gedicht